# Rajon Perschotrawnewyj
Rajon Perschotrawnewyj (ukrainisch Першотравневий район/Perschotrawnewyj rajon; russisch Первомайский район/Perwomajski rajon, dt. „Erster-Mai-Rajon“) ist ein ehemaliger Stadtrajon der Stadt Czernowitz in der Oblast Tscherniwzi, in der West-Ukraine.
Der Rajon umfasste den südöstlichen Teil des Stadtgebiets von Czernowitz (vom Stadtrajon Schewtschenko durch die Fernstraße M 19 getrennt) und wurde am 4. Januar 1965 begründet. Der Name leitet sich vom ukrainischen Wort „Perschotrawen“ ab, was Erster Mai bedeutet.  Am 26. März 2015 fasste der Stadtrat den Beschluss über die Auflösung der Rajone, am 1. Dezember 2016 wurde der Schritt dann auch formell umgesetzt.
Auf dem Gebiet des Rajons existieren folgende Vorstädte und Stadtteile: östliche Innenstadt, Kalitschanka (Kalytschanka) (Калічанка (Каличанка)) und Horetscha (Гореча).